# Château du Bas
Le château du Bas est un château situé à Braine, en France.

## Description

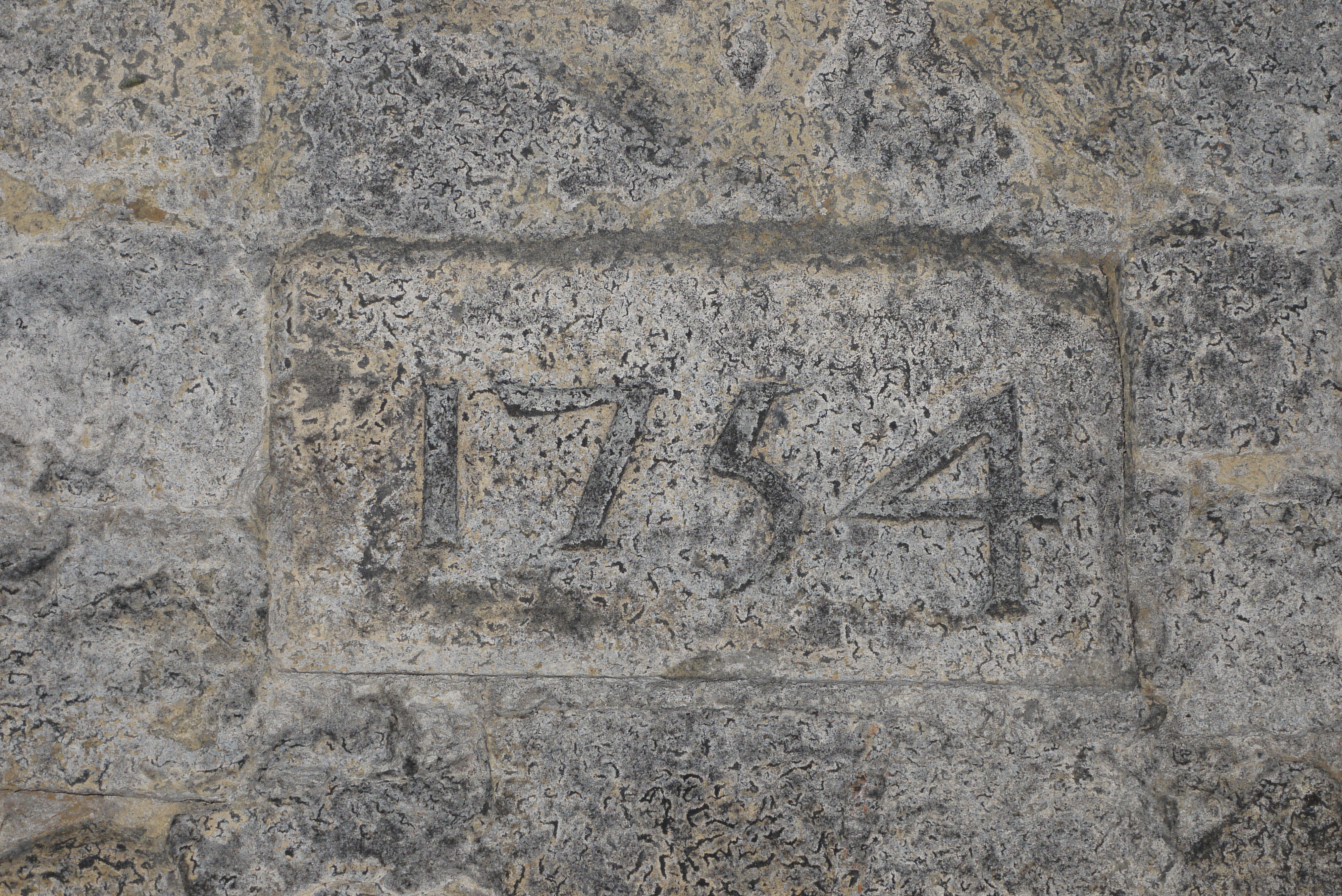
Château du Bas Braine.
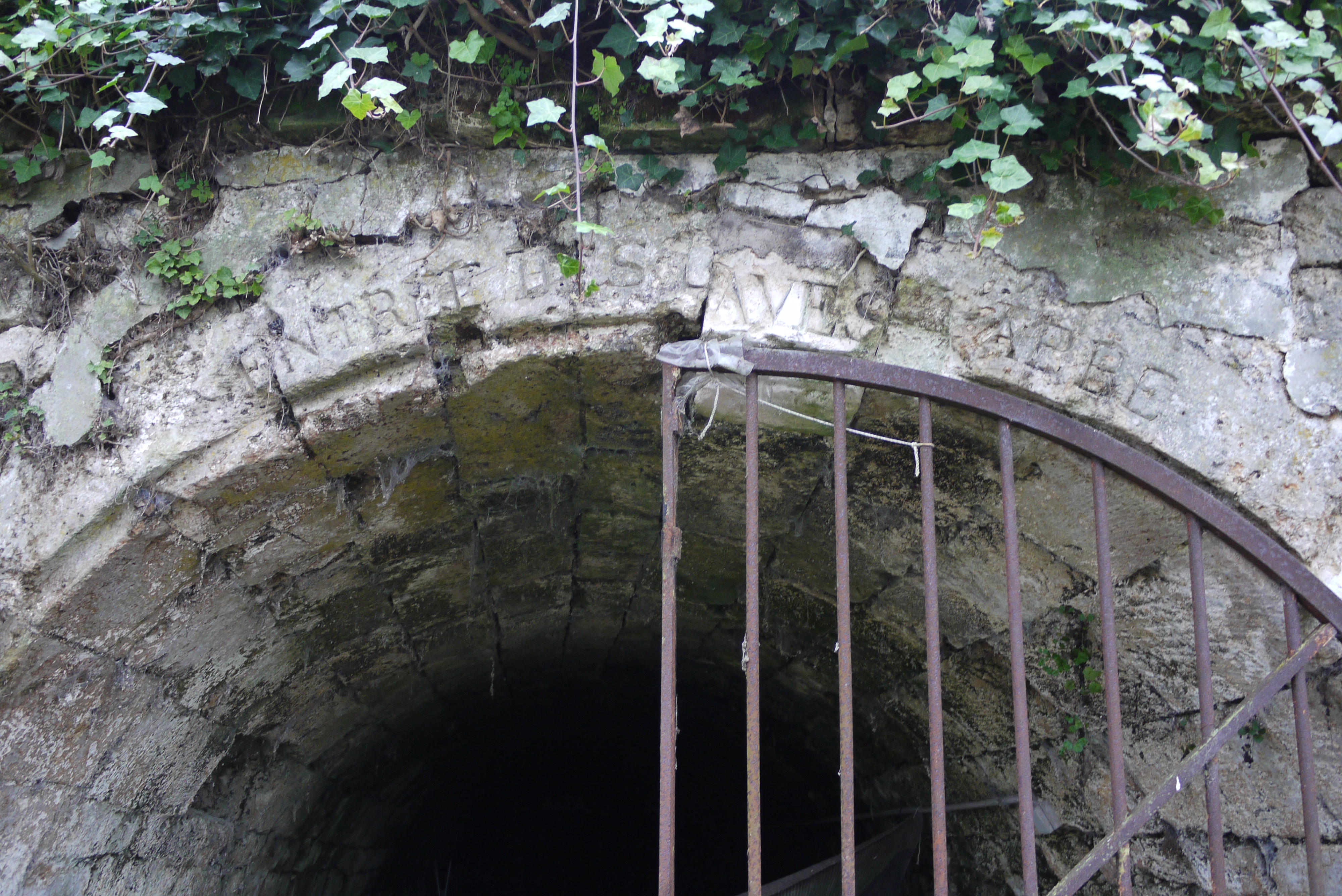
Château du Bas Braine.
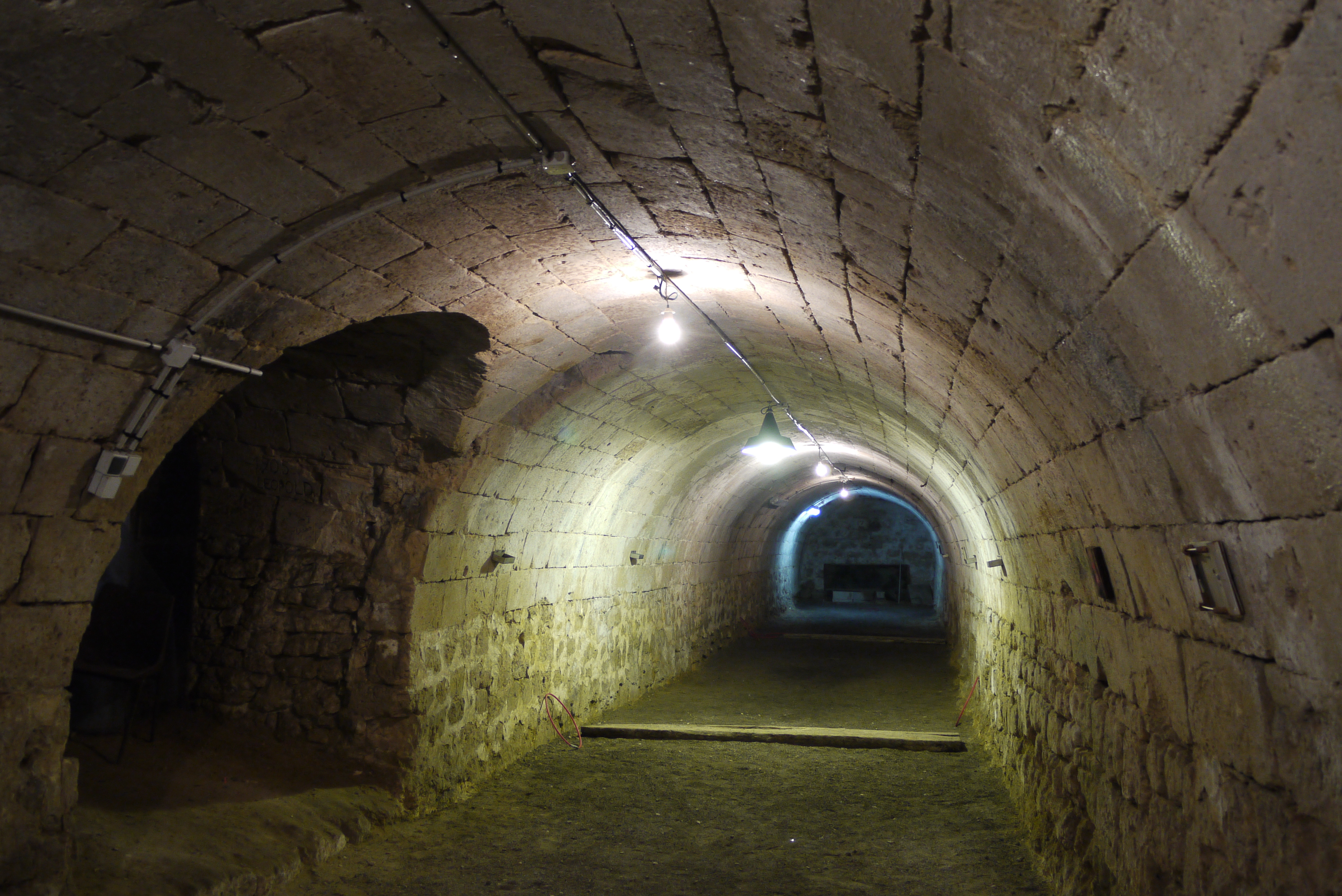
Château du Bas Braine.

De ce château du XVIIe siècle, il ne subsiste plus que les caves.

## Localisation
Le château est situé sur la commune de Braine, dans le département de l'Aisne.

## Historique
Le monument est inscrit au titre des monuments historiques en 1927.